# Collbató (kommun)
Collbató är en kommun i Spanien.   Den ligger i provinsen Província de Barcelona och regionen Katalonien, i den östra delen av landet, 500 km öster om huvudstaden Madrid. Antalet invånare är 4 287. Arean är 18,2 kvadratkilometer. Collbató gränsar till Monistrol de Montserrat, Esparreguera, Els Hostalets de Pierola och El Bruc. 
Terrängen i Collbató är varierad.